# 顕光院
顕光院（けんこういん）は、静岡県静岡市葵区研屋町（とぎやちょう）にある曹洞宗の仏教寺院。山号を医王山（いおうざん）と称する。本尊は十一面観世音菩薩、開山は揚室印播禅師。天文元年（1532年）の創建当初は真言宗の寺院だったが、元亀2年（1571年）に曹洞宗に改宗したとされる。
寛永11年（1630年）駿府城加番在勤中に死去した信濃長沼藩主佐久間勝之が葬られたと伝え、その墓と推定される五輪塔がある。